# Мост над Адой
Мост над А́дой (серб. Мост на Ади — дословно Мост над островом) — вантовый четырёхпролётный мост через реку Саву и восточную оконечность полуострова Ада-Циганлия в Белграде, Сербия. Соединяет общины Чукарица (Баново-Брдо) и Нови-Београд (Блокови). Является самым высоким мостом города, вторым по высоте сооружением в городе (после Авальской телебашни) и первым мостом города, построенным за последние 40 лет.

## Описание
Мост построен из стали и бетона, имеет общую длину 964 м (376 м — основной пролёт, 338 м — боковой пролёт, 200 м — задний пролёт и 50 м — конечный пролёт). Ширина моста составляет 45 м, конструктивная высота — 200 м, расстояние от нижней части дорожного полотна до воды — 22 м. Несёт на себе шесть полос автомобильного движения строящейся полукольцевой дороги, две полосы для движения метро, и два пешеходно-велосипедных тротуара. Стоимость строительства в августе 2011 года оценивалась в 118,6—120 миллионов евро, но к моменту открытия составила 161 миллион, хотя с учётом будущего строительства многоуровневых развязок и станций метрополитена стоимость предположительно возрастёт до 450 миллионов.
Основной пролёт сделан из конструкционной стали и весит 8600 тонн, его удерживают 80 тросов. Ночью мост подсвечивается многочисленными разноцветными светодиодами.
Главный конструктор — Виктор Маркель, главный архитектор — Петер Габрийелчич.

## История
Впервые проект моста над тогда ещё островом Ада-Циганлия появился на чертежах 1923 года. Он должен был стать важной частью внутригородской магистрали, которая неоднократно меняла своё проектное название и ныне известна как Внутригородская полукольцевая дорога. Разные варианты градостроительного развития предусматривали различные пути следования этого шоссе, но один пункт всегда оставался неизменным: над Ада-Циганлией должен быть мост. Основная опора (пилон) должна была стоять на этом острове (ныне — полуострове), и в итоге её разместили на самой оконечности, чтобы нанести как можно меньший экологический урон озеру, расположенному на Ада-Циганлии: расстояние от края моста до края озера составляет чуть более 600 метров, большего удаления достичь невозможно.
От первых планов до самого́ моста прошло очень много времени: первые предварительные обсуждения внешнего вида моста начались лишь в 2004 году. Двенадцать европейских компаний предложили свои услуги, предпочтение было отдано словенской Ponting, хотя в итоге в строительстве моста участвовали более десятка подрядчиков и субподрядчиков как из Сербии, так и из Словении, Германии, Австрии, Швейцарии и Китая. Весной 2005 года дизайн был одобрен жюри под председательством Николы Хайдина, президента Сербской академии наук и искусств, создателя Нового железнодорожного моста. Осенью того же года проект одобрила Белградская ассоциация архитекторов. Собственно строительство началось 1 декабря 2008 года и было окончено за три года. Торжественное открытие моста состоялось ровно в полночь с наступлением нового 2012 года. Мост над Адой позволил несколько разгрузить центр Белграда от автомобильных пробок, а в частности, снизить нагрузку на Мост Газела.
В 2011 году мосту над Адой был посвящён пятый эпизод девятого сезона документального телесериала «Дерзкие проекты» («Гигантские стройки»).

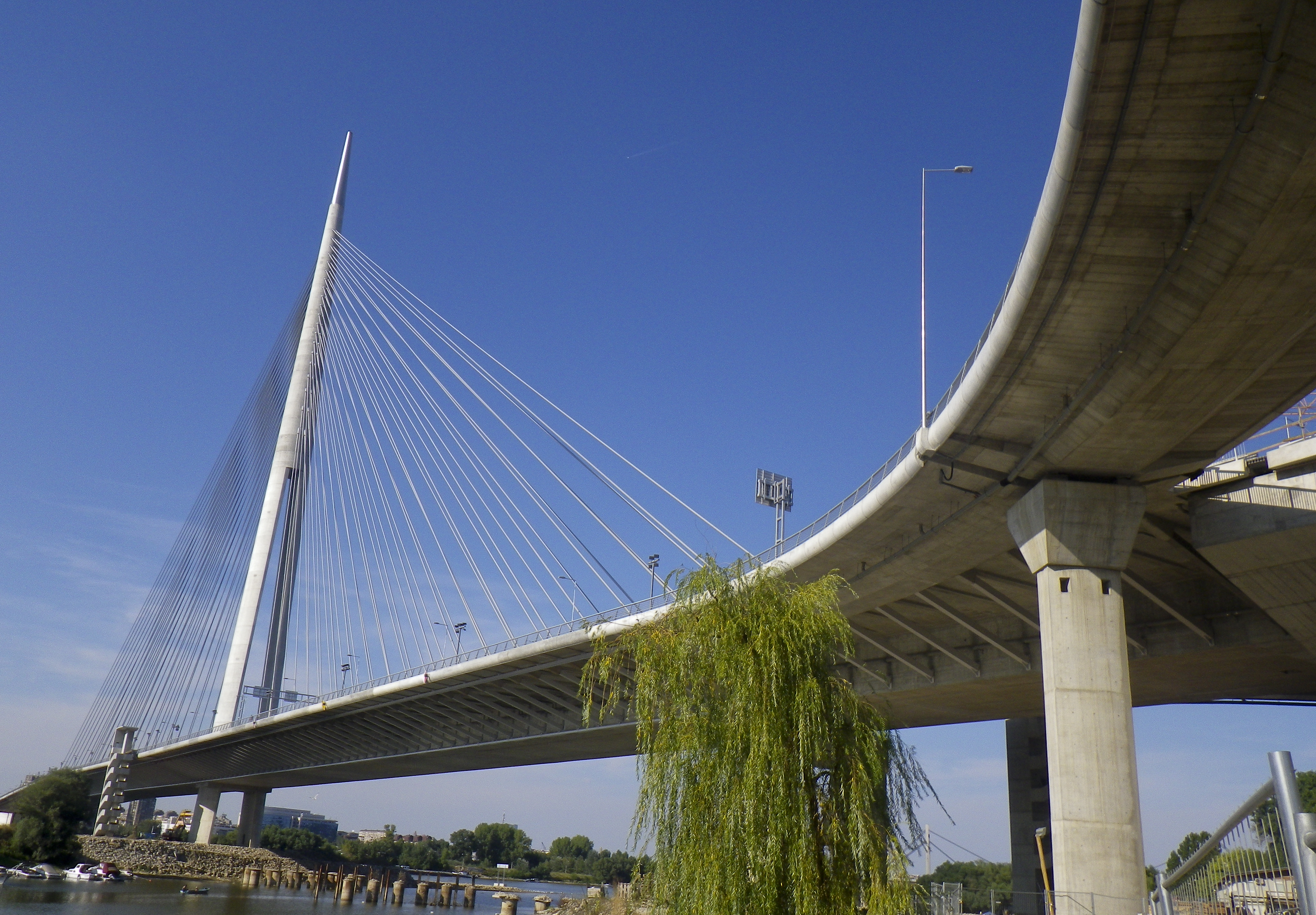
Вид снизу
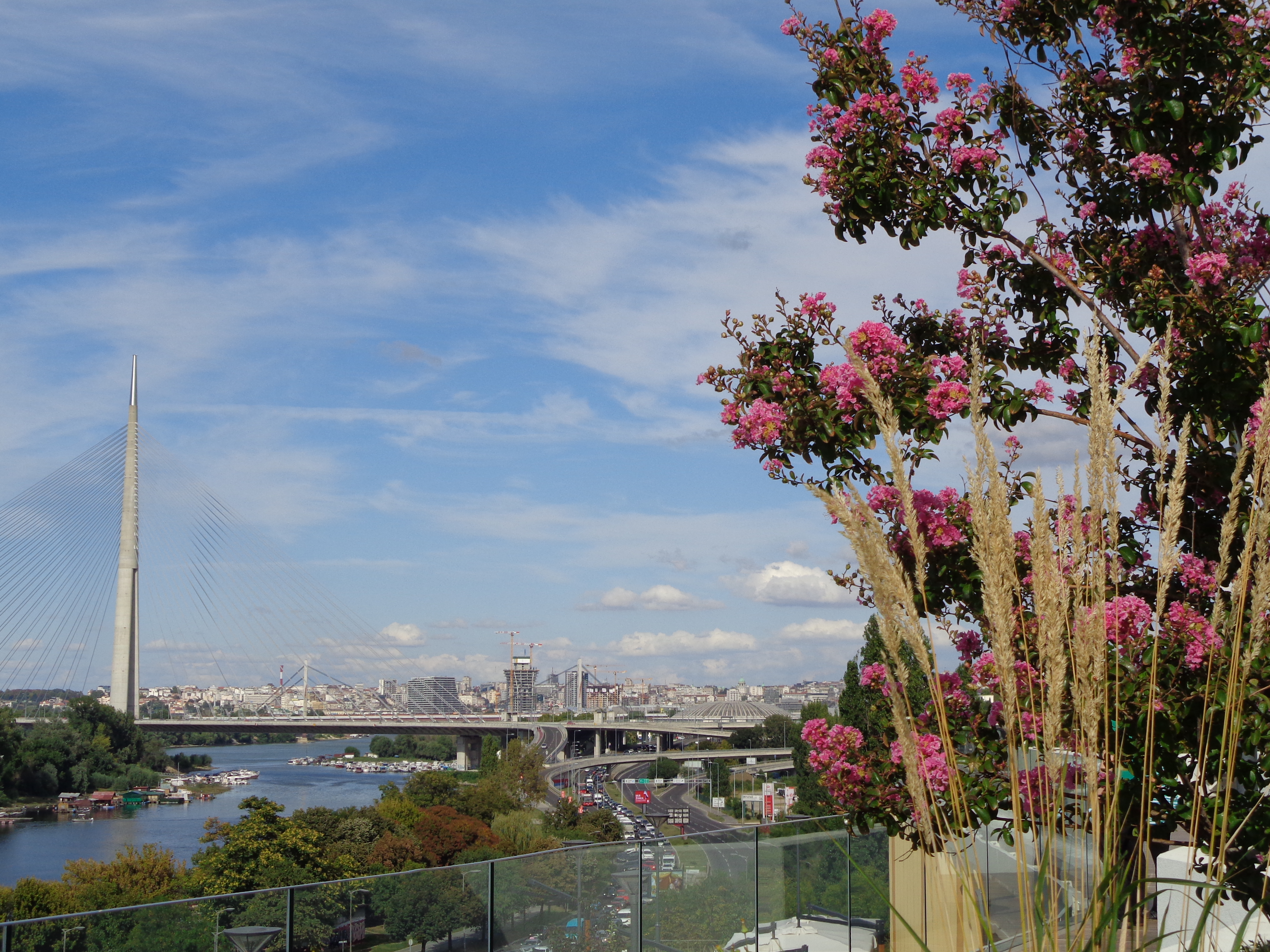
Вид издали
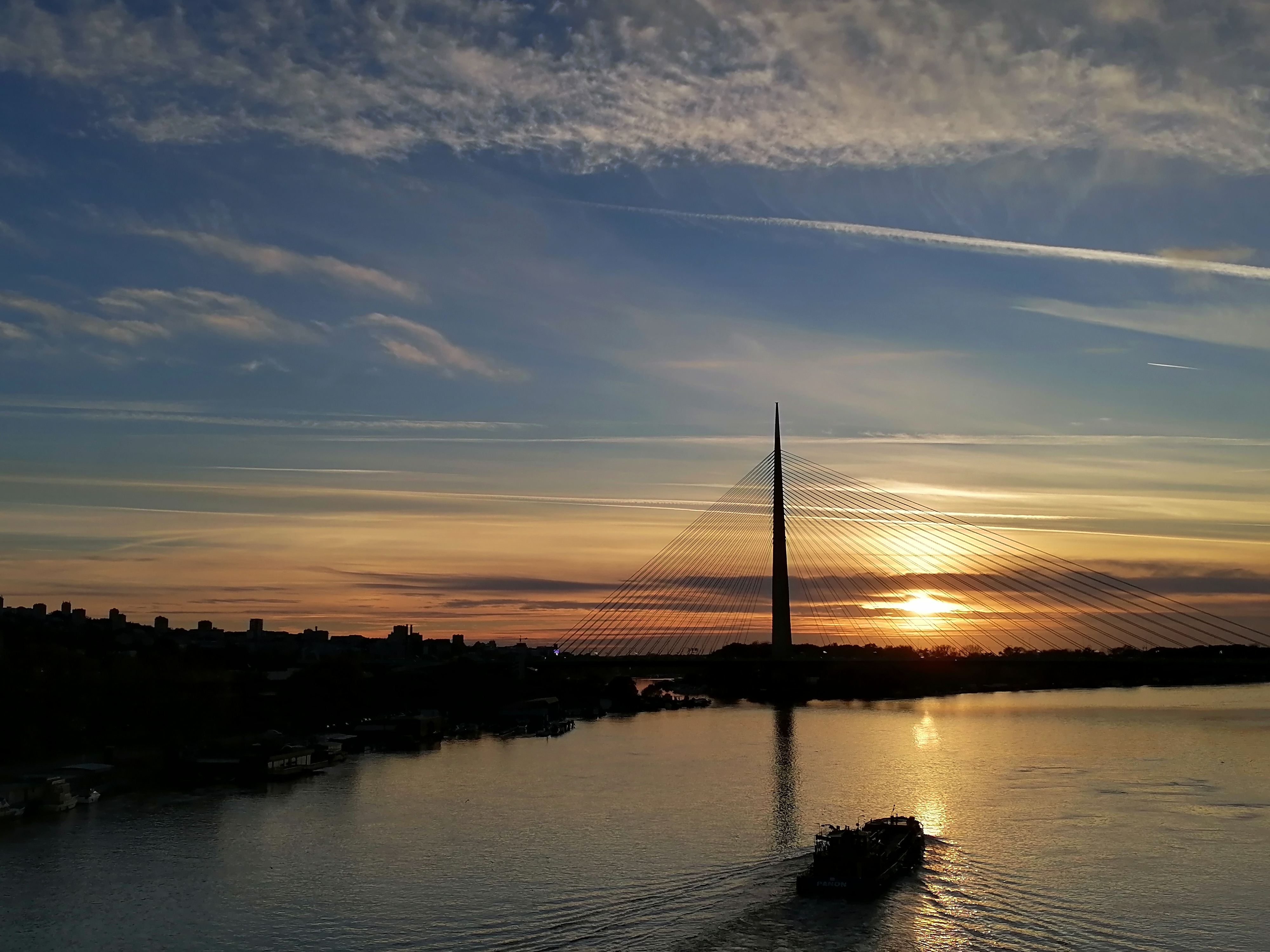
Вечером (ноябрь 2023)
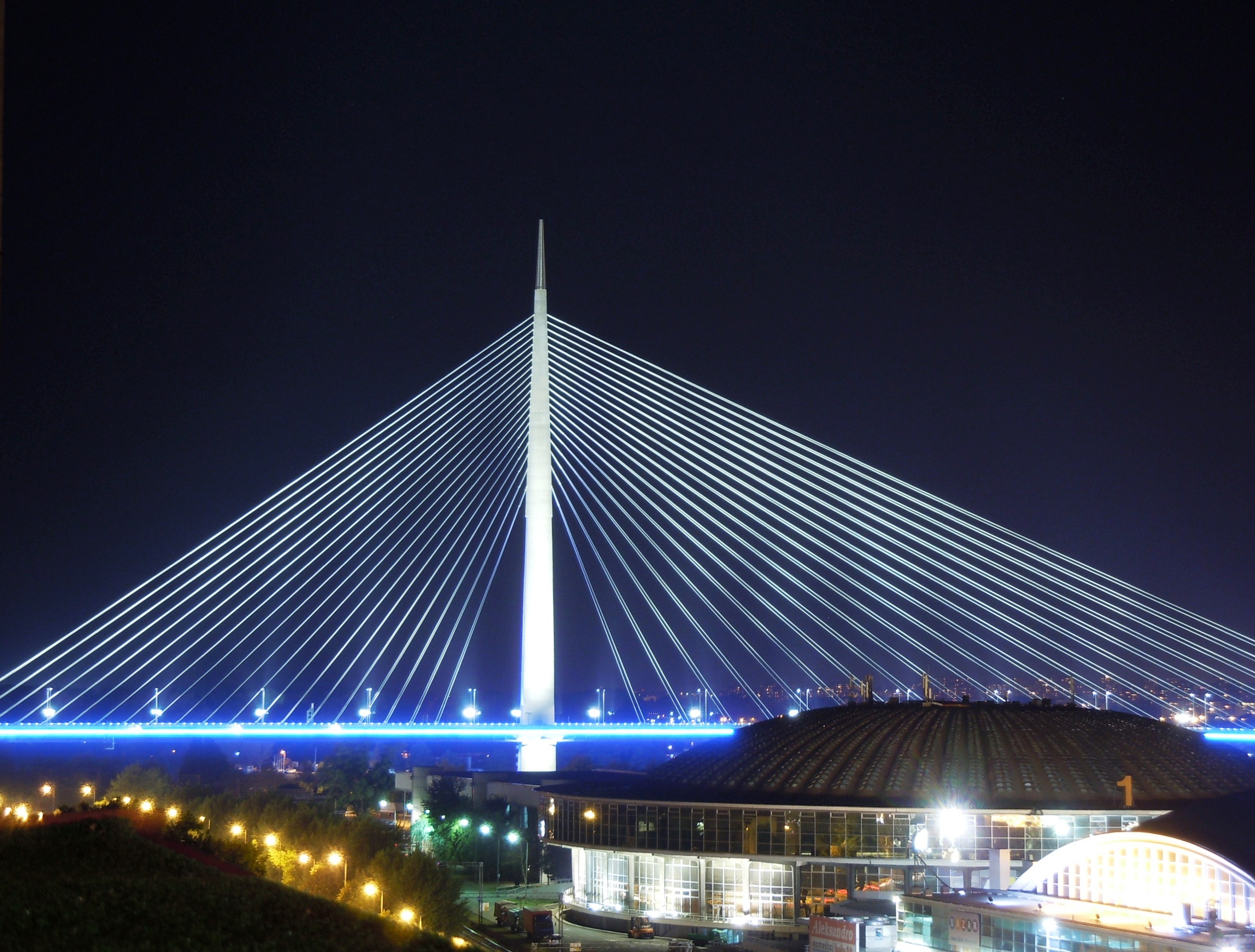
Ночью (сентябрь 2012)
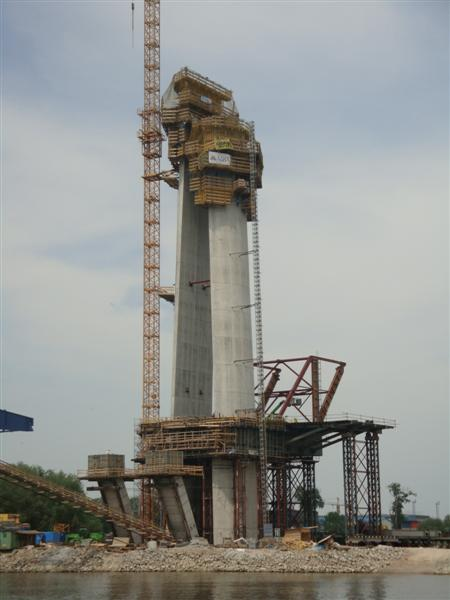
Установка основного пилона (май 2010)